# De Melkfabriek (Hilversum)
De Melkfabriek is een voormalige zuivelfabriek aan de Larenseweg 34 in de gemeente Hilversum en is een gemeentelijk monument sinds 2005.

## Geschiedenis
In 1954 gaf de Verenigde Gooise Melkbedrijven opdracht aan de architect Marinus Breebaart om een productiegebouw met kantoren te ontwerpen voor de productie van melk en andere zuivelproducten. Voor de bouw hiervan was het bedrag van 4 miljoen gulden gereserveerd. Breebaart ontwierp het gebouw met het technisch bureau Martens en Kramer uit Oosterhout.
In 1957 werd de fabriek in tegenwoordigheid van de burgemeester van Hilversum en andere burgemeesters van de omringende gemeenten geopend.
Na bijna vijftig jaar dienst werd de fabriek gesloten in 2005. De laatste gebruiker was Campina Melkunie.

## Bouwstijl
Het gebouw kenmerkt zich door functionele naoorlogse stijl, met witte vlakken van beton en steen met staal en glas. De dakconstructie bestaat uit schaaldaken voor het fabrieksgedeelte en platte daken voor de overige bedrijfsonderdelen. De bedrijfsvloeren en de daken rusten op kenmerkende paddenstoelkolommen.
Via een onderdoorgang konden de melkauto's vroeger zo ongestoord mogelijk de rauwe melk afleveren. Aan de linkerkant was een kantoordeel gevestigd. Het geheel oogde voor die tijd uiterst modern en doelmatig.

## Herbestemming
Na de oorspronkelijke functie verloren te hebben en jaren van leegstand werd in 2010 het pand omgevormd tot een multifunctioneel pand met onder andere een kleuterschool, meerdere appartementen en een bedrijfsruimte waar woningbouwcorporatie Dudok wonen is ondergebracht. Daarbij zijn de belangrijkste uiterlijke kenmerken bewaard gebleven met de grote doorrijhal, inclusief de daarbij behorende schoorsteen.

## Trivia
In 2015 werd na de renovatie de Hilversumse architectuurprijs toegekend aan de Melkfabriek.

## Externe links

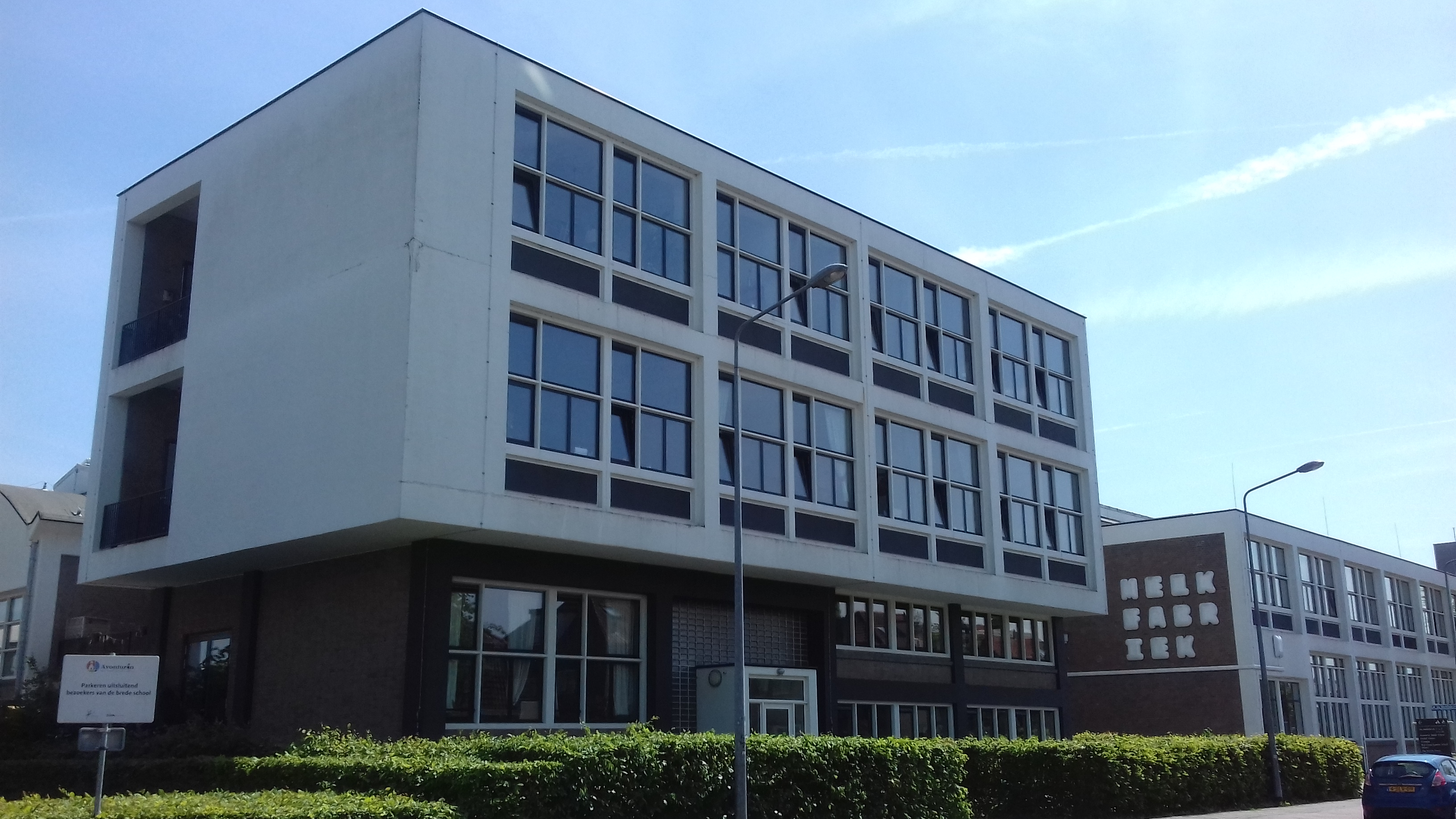
De Melkfabriek, voorkant, Hilversum
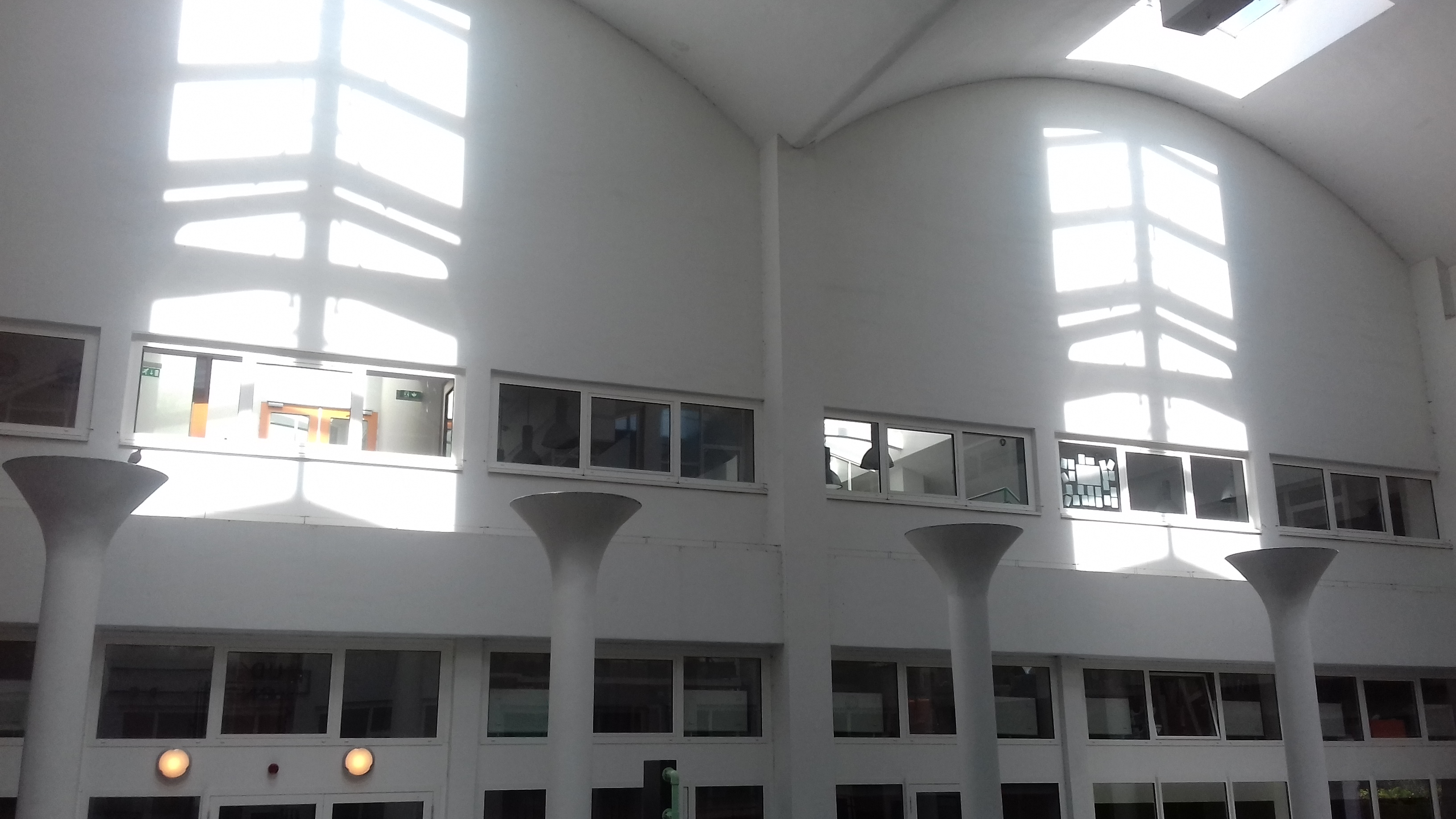
De Melkfabriek, binnenkant, Hilversum